# Ivăneasa, Bistrița-Năsăud
Ivăneasa {maghiară Mihalyászatanya) este un sat în comuna Ilva Mare din județul Bistrița-Năsăud, Transilvania, România.